# Delosperma echinatum
Delosperma echinatum är en isörtsväxtart som först beskrevs av Jean-Baptiste de Lamarck, och fick sitt nu gällande namn av Schwant.. Delosperma echinatum ingår i släktet Delosperma, och familjen isörtsväxter. Inga underarter finns listade i Catalogue of Life.